# Archontikó
Archontikó är en ort i Grekland.   Den ligger i prefekturen Nomós Péllis och regionen Mellersta Makedonien, i den norra delen av landet, 300 km norr om huvudstaden Aten. Archontikó ligger 52 meter över havet och antalet invånare är 213.
Terrängen runt Archontikó är lite kuperad, och sluttar söderut. Runt Archontikó är det ganska tätbefolkat, med 70 invånare per kvadratkilometer. Närmaste större samhälle är Giannitsá, 4,9 km väster om Archontikó. Trakten runt Archontikó består till största delen av jordbruksmark.